# Dijankovec
Dijankovec je naselje u sastavu Grada Križevaca, u Koprivničko-križevačkoj županiji.

## Stanovništvo
Prema popisu iz 2011. naselje je imalo 188 stanovnika.

## Etimologija
Prema dosadašnjim saznanjima prvo spominjanje mjesta Dijankovec nalazimo 1339. godine kao Dionissi. Pod nazivom Diank ovaj posjed se spominje u jednom kupoprodajnom ugovoru iz 1355. godine. Kao posjed Gyanfeulde spominje se u jednoj oporuci iz 1355. godine.
| broj stanovnika | 340   | 360   | 355   | 394   | 406   | 372   | 366   | 379   | 351   | 344   | 309   | 303   | 247   | 222   | 204   | 188   | 140   |
|                 | 1857. | 1869. | 1880. | 1890. | 1900. | 1910. | 1921. | 1931. | 1948. | 1953. | 1961. | 1971. | 1981. | 1991. | 2001. | 2011. | 2021. |